# Plesiothoa trigemma
Plesiothoa trigemma är en mossdjursart som först beskrevs av Ryland och Gordon 1977.  Plesiothoa trigemma ingår i släktet Plesiothoa och familjen Hippothoidae. Inga underarter finns listade i Catalogue of Life.